# Van-de-Graaff-Generator

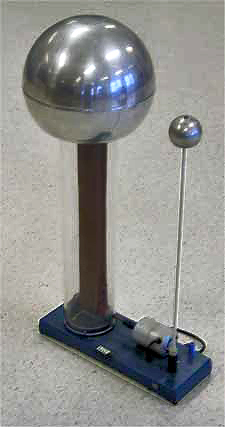
Van-de-Graaff-Generator für Demonstrations- und Unterrichtszwecke

Schematischer Aufbau eines Van-de-Graaff-Generators
1. Hochspannungsquelle
2. Sprühelektrode
3. Endloses Band aus isolierendem Material
4. Metallhohlkugel
5. Ladungsabnehmer

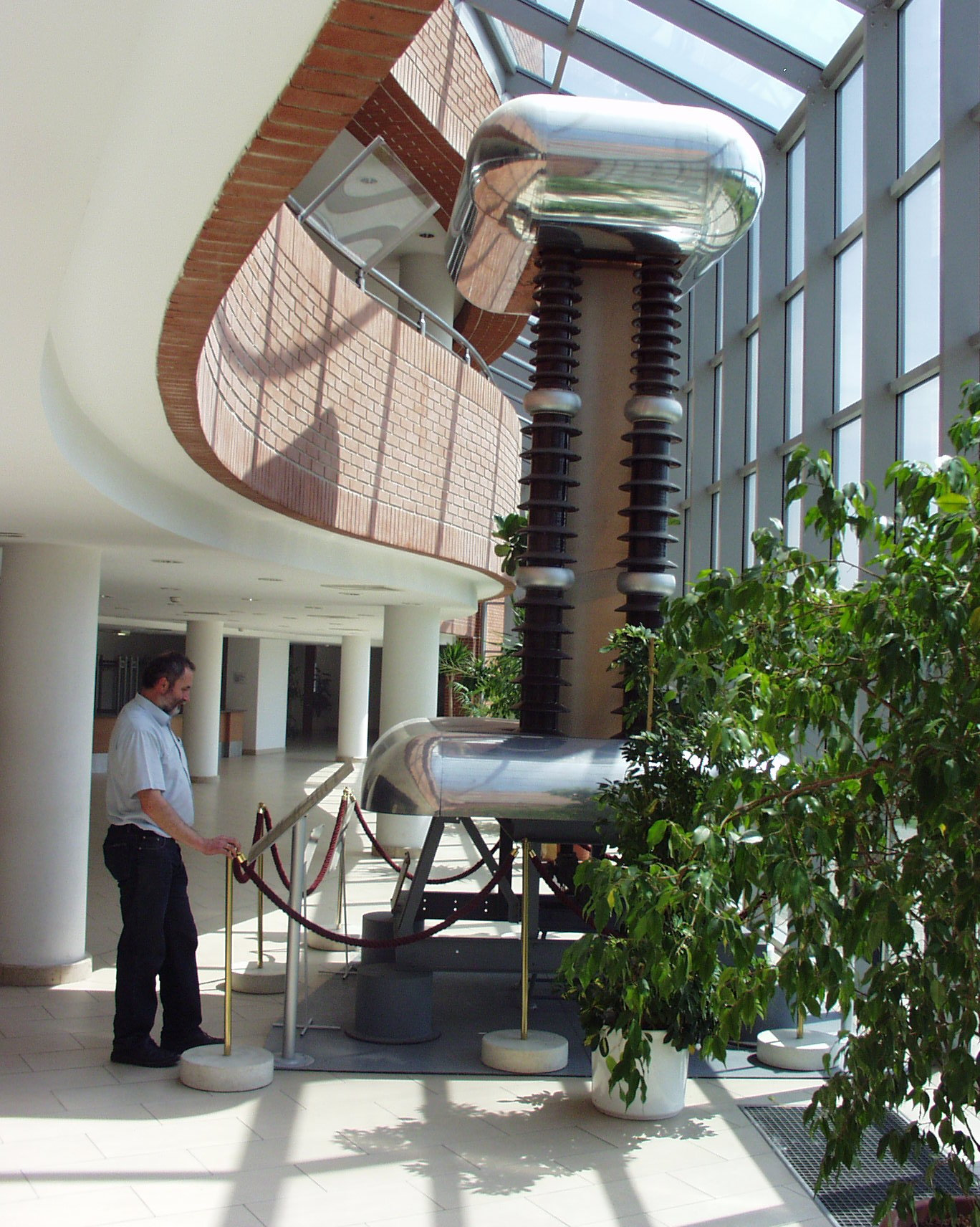
Ausgemusterter 1-MV-Van-de-Graaff-Generator im Foyer des Mathematik-Museums der Eötvös-Loránd-Universität in Budapest (Konstrukteur: Károly Simonyi, Sopron, Ungarn 1951)

Ein Van-de-Graaff-Generator, auch Bandgenerator genannt, ist eine Apparatur zur Erzeugung hoher elektrischer Gleichspannungen. Der Generator wurde nach dem amerikanischen Physiker Robert Van de Graaff benannt, der ab 1929 Bandgeneratoren entwickelte.
Der Bandgenerator zählt zu den elektrostatischen Generatoren und wandelt mechanische in elektrische Energie um, allerdings mit sehr geringem Wirkungsgrad. Er ist neben der Influenzmaschine und dem Tesla-Transformator das am häufigsten für physikalische Lehrexperimente verwendete Gerät zur Hochspannungserzeugung. Eine weitere Anwendung findet er im Van-de-Graaff-Beschleuniger.

## Aufbau
Ein umlaufendes elektrisch isolierendes Band, beispielsweise ein Gummiband – in der Schemazeichnung dunkelorange – kann durch Reibung oder durch Aufsprühen der Ladung (siehe Koronaentladung) oder aus einer externen Spannungsquelle elektrisch aufgeladen werden. Die Ladung wird durch die Bewegung des Bandes in das Innere der im Bild sichtbaren großen metallischen Hohlkugel transportiert und dort durch eine mit der Kugel leitend verbundene Bürste vom Band „abgestreift“. Die Kugel kann dadurch auf immer höhere Spannung gegenüber der Umgebung aufgeladen werden; die Spannung wird nur begrenzt durch Funkendurchschläge bei zu hoch gewordener Feldstärke.
Die im oberen Foto sichtbare zweite kleinere Kugel ist schwenkbar mit dem Fuß (Erdpotential) verbunden und dient als Gegenpol zur Ermittlung der Schlagweite der Funkenentladung sowie zur gefahrlosen Entladung der Apparatur. Sie hat für die Funktion des Generators selbst keine Bedeutung.

## Funktionsweise
Elektrische Ladung der gewünschten Polarität, positiv oder negativ, wird als Reibungselektrizität (Abrollen des Bandes von der unteren Rolle) oder aus einer externen Spannungsquelle als Koronaentladung durch Aufsprühen mit einem Metallkamm auf das Band gebracht und mit diesem in die Hohlkugel transportiert. Dort wird sie über den im Inneren befindlichen Steg an die Kugel abgegeben. Abhängig von den verwendeten Materialien der Rollen und des Bandes bzw. der Konfiguration der Spannungsquelle wird die Hohlkugel positiv oder negativ geladen. 
Das Innere der Kugel ist wie ein Faradayscher Käfig feldfrei, weswegen elektrische Ladung von der oberen Bürste leichter auf die Kugel übertragen werden kann. Wäre die obere Bürste außerhalb der Kugel angebracht, würde ein immer stärker werdendes elektrisches Feld der Übertragung von Ladungsträgern auf die Kugel entgegenwirken.
Durch die gegenseitige Abstoßung gleichnamiger Ladungen wandert jede neu in das Kugelinnere gebrachte Ladungsmenge zur Kugeloberfläche, unabhängig von der dort bereits vorhandenen Ladung. So kann immer mehr Ladung in die Kugel transportiert werden, und es kann eine hohe Spannung zwischen der Kugel und der Umgebung entstehen. Diese Spannungsdifferenz muss von der Ladung auf dem Band beim Weg in die Kugel überwunden werden. Das gelingt, indem beim Drehen mechanische Arbeit gegen die elektrostatische Anziehungskraft verrichtet wird, die zwischen der Ladung und Erdpotential besteht: die Abstandsänderung führt zu steigender Spannung auf dem Band und die Ladung kann als elektrische Feldenergie in der oberen Kugel deponiert werden. Ähnlich wie bei einem geladenen Plattenkondensator, dessen Platten man voneinander entfernt (Verringerung der Kapazität {\displaystyle C}), erhöht sich bei gleichbleibender Ladung {\displaystyle Q} auf dem Band die Spannung {\displaystyle U} bzw. der Potentialunterschied zum Erdpotential:
{\displaystyle U={\frac {Q}{C}}}
mit
| {\displaystyle U} | – gegenüber Erdpotential steigender Potentialunterschied                           |
| {\displaystyle Q} | – konstante Ladungen auf dem Band                                                  |
| {\displaystyle C} | – sich beim Hochlaufen verringernde Kapazität eines Bandabschnittes gegenüber Erde |

Das Band steht nach dem Rücklauf wieder zur Aufnahme neuer Ladungen bereit, da sich das Potential beim Rücklauf (Annäherung an das Erdpotential) wieder verringert. Die Arbeit wird als elektrische Feldenergie zwischen oberer Kugel und Umgebung/Erde deponiert.
Bei fortlaufendem Drehen stellt sich in der großen Kugel ein Gleichgewicht zwischen zugeführter Ladung und den durch die Luft und andere Wege abfließenden Ladungen ein. Da der mechanisch erzeugte Ladestrom vergleichsweise klein ist, wird die erreichbare Spannung durch den Entladestrom über die schwach leitende Luft begrenzt. Daher funktionieren Bandgeneratoren in feuchtem Klima nur sehr schlecht.
Mit entsprechend großen Geräten können Spannungen von mehreren Millionen Volt erzeugt werden. Die großen, für Beschleuniger verwendeten Generatoren sind meist in einem Drucktank eingebaut, der mit einem geeigneten, trockenen Gas (zum Beispiel Schwefelhexafluorid) gefüllt wird.
Die Kugel- oder zumindest abgerundete Form mit glatten Oberflächen minimiert den Verlust der Ladung, indem sie die an scharfen Kanten und Spitzen auftretenden Spitzenentladungen vermeidet oder verringert.
Bandgeneratoren, die ohne externe Spannungsquelle arbeiten, benötigen geeignete Materialpaarungen (siehe Reibungselektrizität) zwischen unterer bzw. oberer Rolle und Band, um im Band beim Abheben von der unteren Rolle genügend Reibungselektrizität zu erzeugen.
Extern gespeiste Bandgeneratoren besitzen oft auf dem Band voneinander isolierte Metallstege, die über eine kurz oberhalb der unteren Rolle befindliche Bürste oder einen Kamm aus Metall über eine Spitzenentladung geladen werden. Bei ihnen muss keine der Rollen aus Isoliermaterial bestehen. Daraus wurde das Pelletron entwickelt, das durch eine Isolierstoff-Kette voneinander isolierte metallene Rohrstücke oder Kugeln verwendet.

## Gefahrenhinweis
Bei kleinen Bandgeneratoren ist der beim Annähern an die obere Kugel durch den menschlichen Körper fließende Entladestrom nur kurzzeitig sehr hoch und daher meist ungefährlich. Jedoch sind Bandgeneratoren insbesondere dann eine Gefahrenquelle, wenn hochspannungsfeste Kondensatoren (z. B. sogenannte Leidener Flaschen) damit geladen werden. Sowohl die gespeicherte elektrische Ladung als auch die Energie können dann derart hoch werden, dass ein elektrischer Schlag gesundheitsschädlich oder sogar lebensgefährlich wird. 

## Fotos

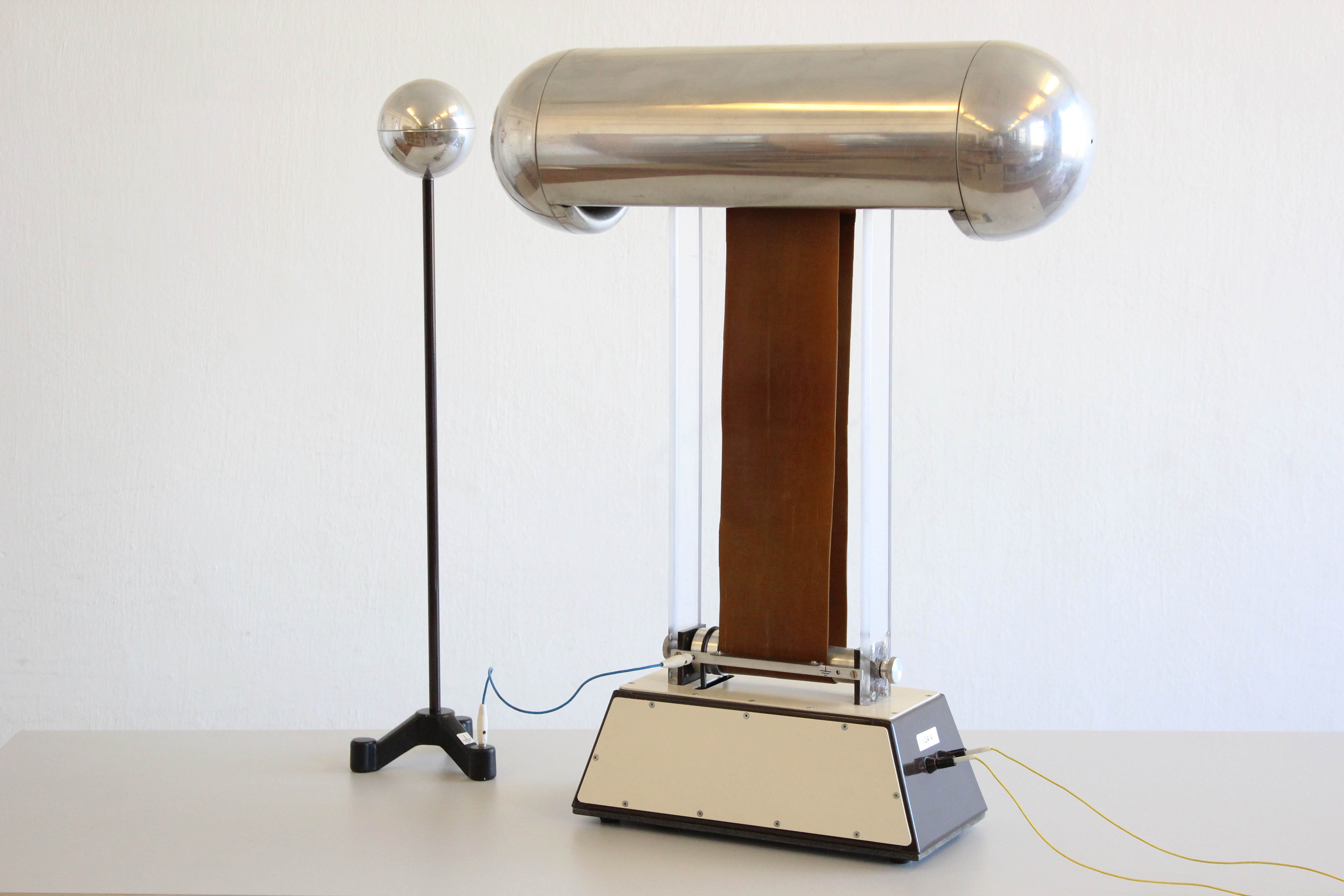
Van-de-Graaff-Generator für Schulen
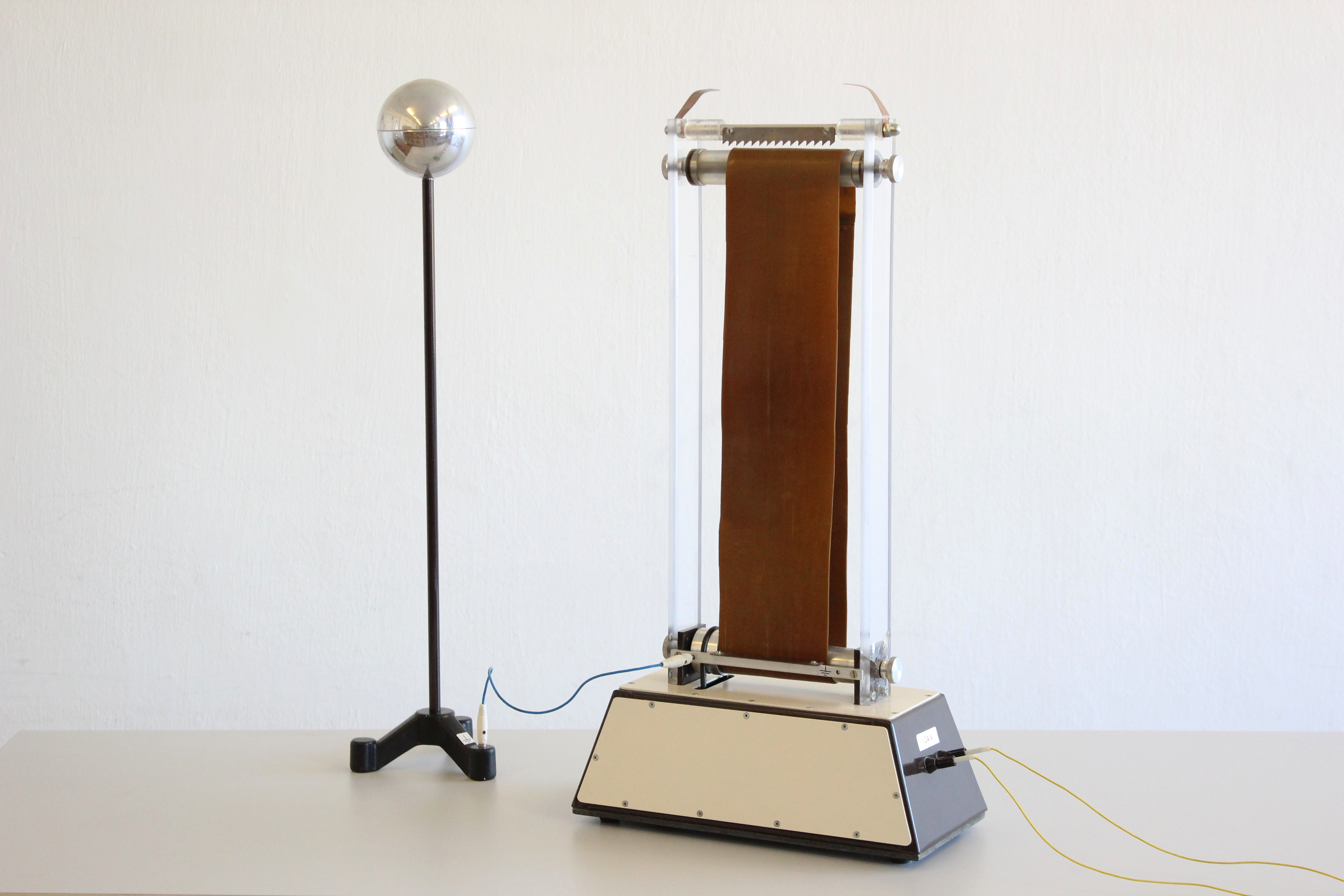
Van-de-Graaff-Generator ohne Hohlkugel
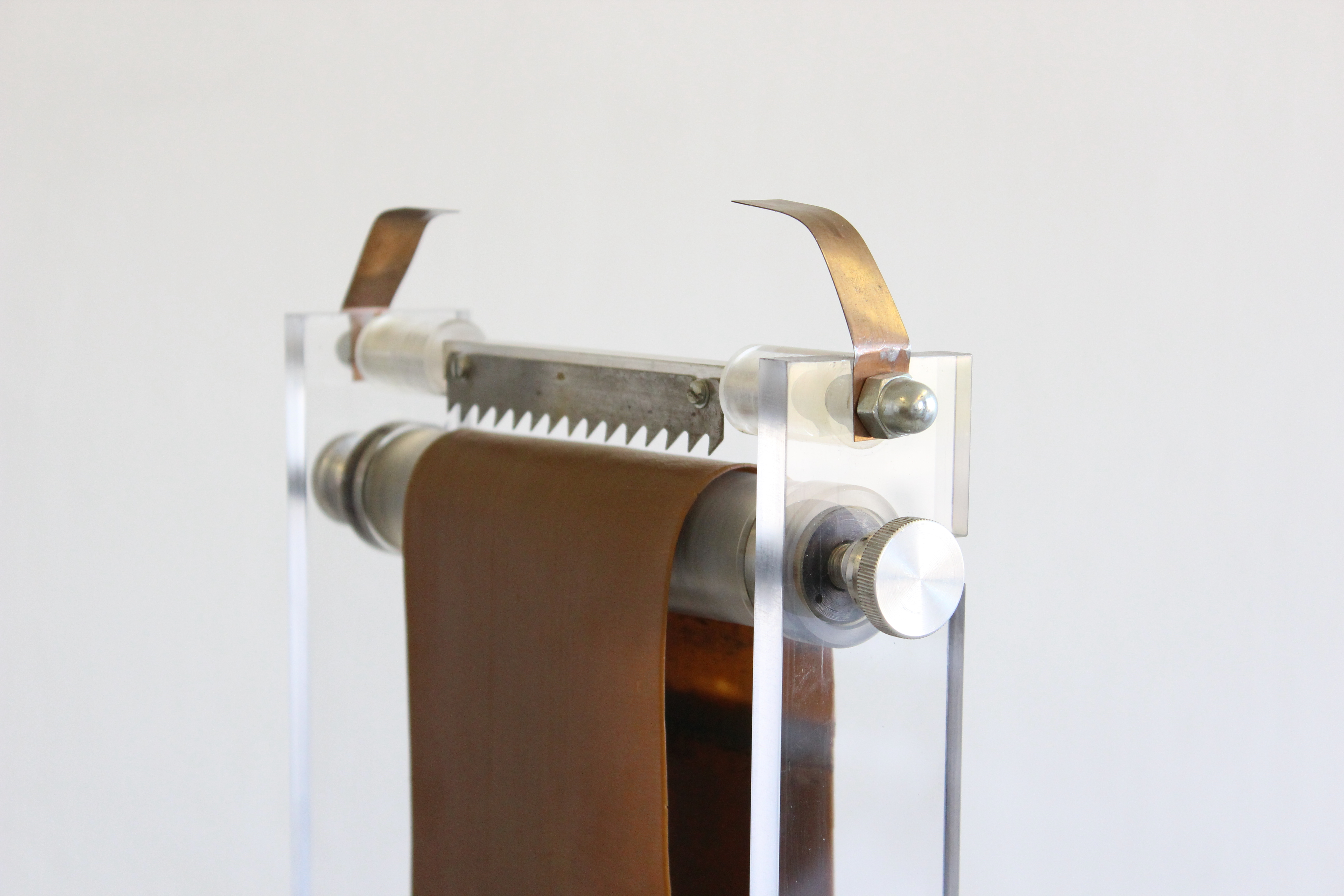
Oberer Abnahmekamm
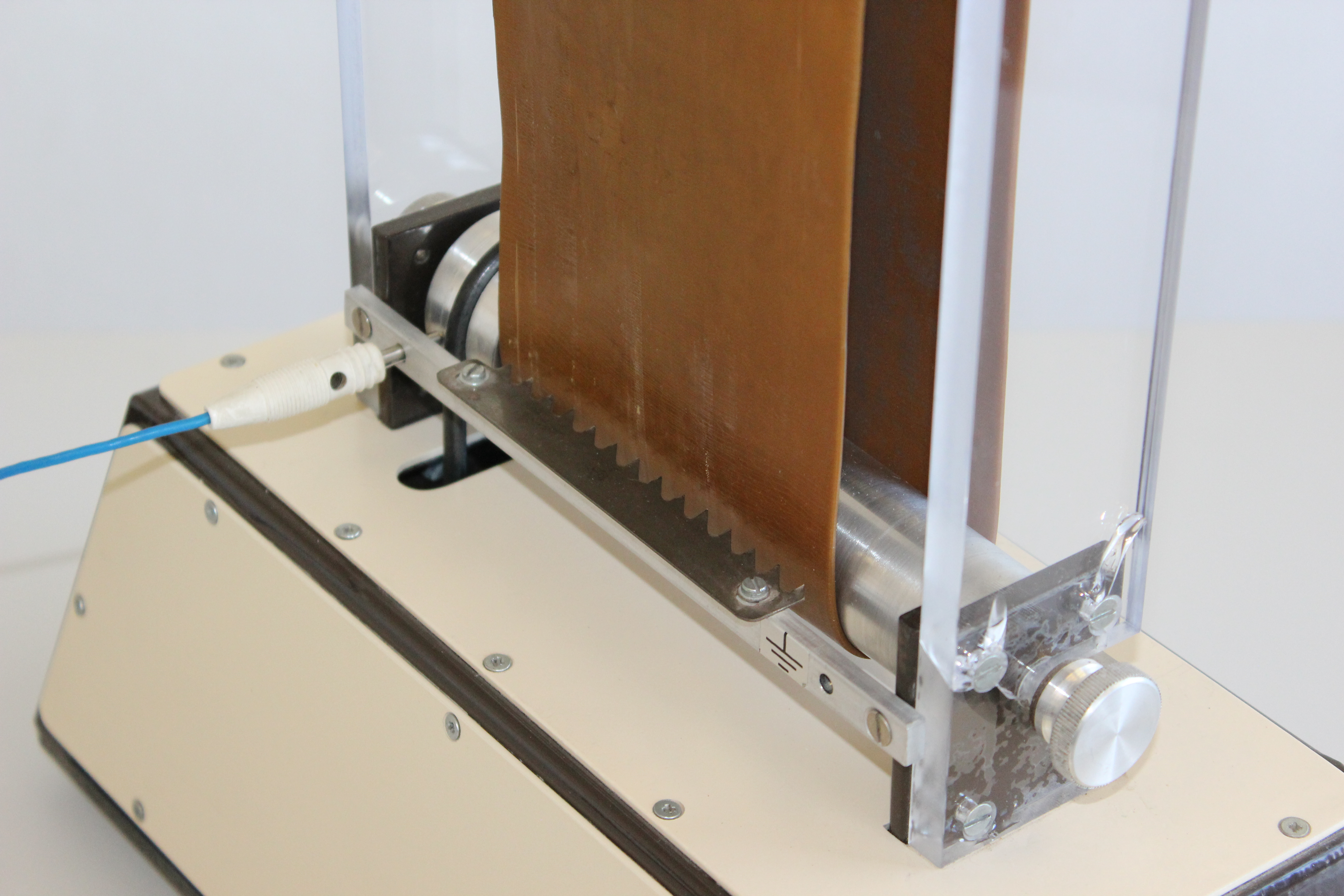
Unterer Aufgabekamm